# Dębe (powiat kaliski)
Dębe – wieś w Polsce, położona w województwie wielkopolskim, w powiecie kaliskim, w gminie Żelazków, w dolinie rzeki Swędrni. Ludność ok. 700 osób. 
| SIMC    | Nazwa     | Rodzaj    |
| ------- | --------- | --------- |
| 0211139 | Szkurłaty | część wsi |

W latach 1954–1959 wieś należała i była siedzibą władz gromady Dębe, po jej zniesieniu w gromadzie Kamień. W latach 1975–1998 miejscowość należała administracyjnie do województwa kaliskiego.
W Dębem znajduje się parafia rzymskokatolicka pw. Zwiastowania Pańskiego. 
W miejscowości działał klub sportowy LZS Dębe, który w 2007 zawiesił swoją działalność.